# Sía
Sía o Siba (en griego, Συΐα, Σύβα) es el nombre de un antiguo asentamiento griego situado en la costa suroccidental de la isla de Creta, entre Liso y Pecilasio, en el lugar donde actualmente se encuentra la localidad de Sugia. Esteban de Bizancio lo menciona como el puerto de la ciudad de Éliro. Es también mencionado en el Estadiasmo. 
Se trata de una de las ciudades que componían la llamada «Federación de los montañeses» (Κοινόν των Ορέιων), una liga que funcionó entre los siglos IV y III a. C., de la que formaban parte también las ciudades de Éliro, Hirtacina, Liso, Tarra y, probablemente, Pecilasio.
Se han conservado restos arqueológicos, sobre todo de la época romana. Entre ellos figuran restos de columnas, casas, tumbas y un acueducto que transportaba agua desde un manantial próximo a Éliro. En el área de este asentamiento había también varias basílicas paleocristianas.